# Cantón de Saint-Dié-des-Vosges-Oeste
El cantón de Saint-Dié-des-Vosges-Oeste era una división administrativa francesa, que estaba situada en el departamento de Vosgos y la región de Lorena.

## Composición
El cantón estaba formado por cinco comunas, más una fracción de la comuna que le daba su nombre:
- La Bourgonce
- La Salle
- La Voivre
- Saint-Dié-des-Vosges (fracción)
- Saint-Michel-sur-Meurthe
- Taintrux

## Supresión del cantón de Saint-Dié-des-Vosges-Oeste
En aplicación del Decreto nº 2014-268 de 27 de febrero de 2014, el cantón de Saint-Dié-des-Vosges-Oeste fue suprimido el 22 de marzo de 2015 y sus 6 comunas pasaron a formar parte del nuevo cantón de Saint-Dié-des-Vosges-1.